# کنت کارلسون (بازیکن فوتبال)
کنت کارلسون (سوئدی: Kent Karlsson؛ زادهٔ ۲۵ نوامبر ۱۹۴۵) بازیکن فوتبال اهل سوئد است.
وی همچنین در تیم ملی فوتبال سوئد بازی کرده‌است.